# Allognosta fuscitarsis
Allognosta fuscitarsis är en tvåvingeart som först beskrevs av Thomas Say 1823.  Allognosta fuscitarsis ingår i släktet Allognosta och familjen vapenflugor. Inga underarter finns listade i Catalogue of Life.